# Amaurobius similis
Espèce
Synonymes
- Ciniflo similis Blackwall, 1861
- Callobius alaskanus Chamberlin, 1947

Amaurobius similis est une espèce d'araignées aranéomorphes de la famille des Amaurobiidae.

## Distribution
Cette espèce se rencontre en Europe. Elle a été introduite en Amérique du Nord.

## Description

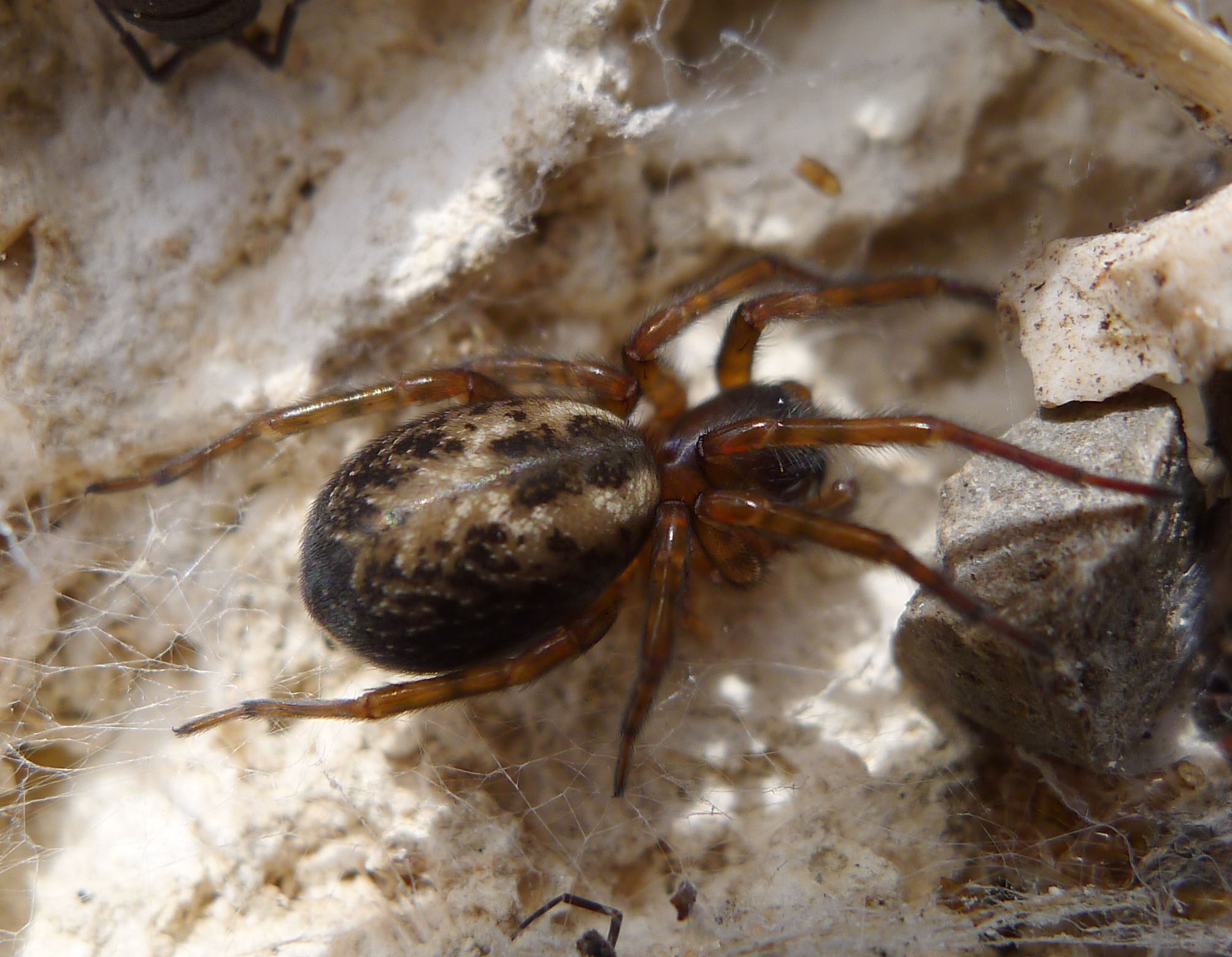
Amaurobius similis

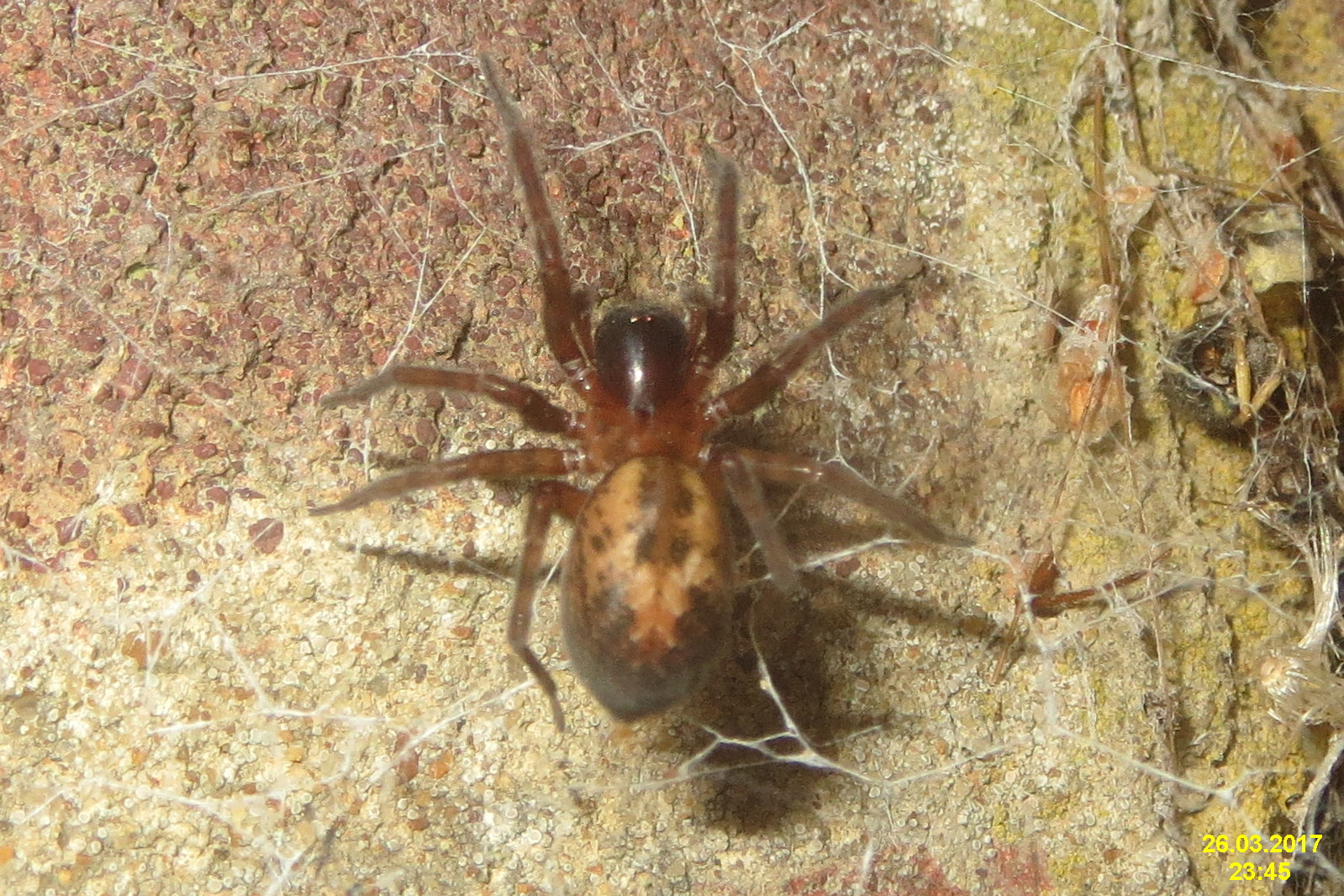
Amaurobius similis

Les mâles mesurent de 6,5 à 8 mm et les femelles de 9 à 12 mm.

## Publication originale
- Blackwall, 1861 : A history of the spiders of Great Britain and Ireland. London, vol. 1, p. 1-174.